# Миргородский (хутор)
Ми́ргородский — хутор в Кашарском районе Ростовской области.
Входит в состав Кашарского сельского поселения.

## Население
| 2010 |
| ---- |
| 19   |

## Улицы
На хуторе имеется одна улица: Ольховая.